# مايكل بيري
مايكل بيري (بالإنجليزية: Michael Perry)‏ هو لاعب كرة قدم أسترالية ومصور أسترالي، ولد في 16 مايو 1944.

## وصلات خارجية
- مايكل بيري على موقع AustralianFootball.com (الإنجليزية)
- مايكل بيري على موقع AFLtables.com (الإنجليزية)